# Linnaka
Linnaka es una aldea situada en el municipio de Saaremaa, condado de Saare, Estonia. Tiene una población estimada, en 2021, de 25 habitantes.
La isla de Saaremaa —la mayor de las que forman el archipiélago Moonsund— está situada en el mar Báltico, al sur de la isla de Hiiumaa y frente a la costa oeste de la isla de Muhu y de la Estonia continental.